# Cristina Parodi
Cristina Parodi (n. 3 noiembrie 1964, Alessandria, Piemont, Italia) este jurnalistă, prezentatoare TV și scriitoare italiană.
După debutul pe micile rețele TelePiccolo și Telereporter și mai târziu Odeon TV, în 1990 a trecut la Mediaset, unde după doi ani de activitate pe canalul Canale 5, a creat TG5, datorită căruia a devenit una dintre fețele istoriei. Pe parcursul carierei sale, a condus timp de nouă sezoane programul de aprofundare jurnalistică de după-amiază, Verissimo și a prezentat unele emisiuni de divertisment, cum ar fi The Bachelor - L'uomo dei sogni. Mai apoi, a realizat emisiuni la La7, cum ar fi Cristina Parodi Live și Cover, și apoi a trecut la RAI , în 2013, unde a prezentat, printre altele, Atât de departe, atât de aproape. Din 2014, prezintă emisiunea de după-amiază, La vita in diretta. 

## Biografie
Având diplomă la liceul clasic "Giovanni Plana", Alessandria, a absolvit Limbi moderne la Universitatea Catolică del Sacro Cuore din Milano și după o carieră competitivă ca jucător de tenis, a început să activeze în televiziune la începutul anilor optzeci, lucrând pentru posturile mici de televiziune TelePiccolo și Telereporter, dar a debutat ca jurnalist în 1988, lucrând pentru Odeon TV în emisiunile de sport, Caccia al 13 și Forza Italia. În anul 1990 a trecut la Mediaset, în primul rând,realizând emisiunea sportivă Calciomania împreună cu Maurizio Moscova și acoperă rolul de reporter la difuzarea emisiunii Pressing, și apoi colaborând cu noul ziar al celor trei rețele Mediaset, care a necesitat un număr mai mare de jurnaliști din cauza izbucnirii Primului Război din Golf. În 1992, împreună cu directorii Enrico Mentana, Clemente Mimun, Lamberto Sposini și Cesara Buonamici, a lansat pagina de știri a Canalului 5, Tg5, care a fost una dintre cele mai iubite apariții publice. 
A abandonat buletinul de știri în 1996 pentru a efectua o transmisie produsă de către directorul de Tg5, Verissimo, difuzată la sfârșitul după-amiezii pe Canal 5, care a fost difuzată cu mare succes timp de mai multe sezoane. Emiisiunea a ajuns să fie difuzată seara, cu câteva episoare numite Le storie di Verissimo. A renunțat la emisiune numai în 2005, atunci când, la cererea noului director al programului, Carlo Rossella a revenit la rolul de prezentator al Tg5, în principala ediție de la 20. În 1998 a câștigat pentru Alghero, Premiul Național Alghero Femei de Literatură și Jurnalism pentru secțiunea de jurnalism. În timpul celor nouă ani în care a realizat Verissimo, a participat, de asemenea, în 2000, în Ciudat, dar adevărat, cu Gene Gnocchi și a condus reality show-ul Canalului 5, The Bachelor - L'uomo dei sogni, difuzat în vara anului 2003.
De asemenea, ea a interpretat chiar rolul ei în comediile Body Guards și Tutti gli uomini del deficiente și a prezentat de mai multe ori concertul de Crăciun în Vatican, în mod obișnuit difuzat în Ajunul Crăciunului în prime-time pe Canale 5, și unele transmisii la eveniment, cum ar fi Concertul pentru Uniunea Europeană,Serata per i diritti umani, Donna sotto le stelle e Un Papa di nome Giovanni. În 2012 a plecat din Mediaset și a trecut la La7, unde deja de anul 2011 lucra sora sa, Benedetta Parodi: din 10 septembrie prezintă Cristina Parodi Live și Cristina Parodi Cover. Pe 3 noiembrie, Cristina Parodi Cover s-a închis pentru rating scăzut, și pe 21 decembrie se închide, de asemenea, Cristina Parodi Live din același motiv: audientă prea mică; Cristina Parodi a declarat că este sigură de alegerea ei și va rămâne la LA7 pentru un nou proiect.
Pe12 februarie 2013, împreună cu sora ei, se numără printre așa-numiții "editori" de la Festivalul Sanremo, realizat de Fabio Fazio, să proclame Marta sui Tubi. Ulterior, acesta a trecut la RAI , în primăvara anului 2013. Între 6 aprilie-4 mai a fost jurat în Altfel ne supărăm, spectacol găzduit de Milly Carlucci pe Rai 1. În perioada 20 decembrie 2013 - 10 ianuarie 2014 prezintă la Rai 1, cu Al Bano, emisiunea Atât de departe atât de aproape. Din 8 septembrie 2014, prezintă La vita in diretta,emisiune istorică de după-amiază pe Rai 1, cu Marco Liorni. Ea este reconfirmată la prezentarea emisiunii și în sezonul 2015/2016.

### Viața privată
Pe 1 octombrie 1995 , în Carpeneto, provincia Alessandria, s-a căsătorit cu Giorgio Gori (actualul primar din Bergamo, directorul de atunci al Canale 5 și mai târziu, fondatorul producție de televiziune Casa Magnolia), cu care locuiește în Bergamo, împreună cu trei copii: Benedetta (născută la 24 iunie 1996), Alessandro (născut la 20 august 1997) și Angelica (născută pe 24 iulie 2001). Ea este sora Benedettei Parodi, prezentatoare de televiziune și scriitoare, și a lui Roberto Parodi, jurnalist și scriitor, specializat în turism de motociclete.

## Televiziune
- Caccia al 13 (Odeon TV, 1988-1989)
- Forza Italia (Odeon TV, 1989-1990)
- Calciomania (Italia 1, 1989-1990)
- Pressing (Italia 1, 1990)
- TG5 (Canale 5, 1992-1996, 2005-2012)
- Diana - Scacco al Re (Canale 5, 1995)
- Verissimo - Tutti i colori della cronaca (Canale 5, 1996-2005)
- Le storie di Verissimo (Canale 5, 1997)
- Strano ma vero (Canale 5, 2000)
- Natale in Vaticano (Canale 5, 1997-2004)
- Stirpe Reale (Canale5, 1998 Rete 4, 2000)
- Concerto per l'Unione Europea (Canale 5, 2001)
- Serata per i diritti umani (Canale 5, 2002)
- Donna sotto le stelle (Canale 5, 2000,2002)
- Un Papa di nome Giovanni (Canale 5, 2003)
- The Bachelor - L'uomo dei sogni (Canale 5, 2003)
- Katia - 40 anni di musica (Canale 5, 2010)
- Cristina Parodi Cover (La 7, 2012)
- Cristina Parodi Live (La 7, 2012)
- Festival di Sanremo 2013 (Rai 1, 2013) - proclamatrice
- Altrimenti ci arrabbiamo (Rai 1, 2013) - giurata
- Così lontani così vicini (Rai 1, 2013-2014)
- La vita in diretta (Rai 1, dal 2014)
- Telethon (Rai 1, 2014)
- Un mondo da amare (Rai 1, 2014)